# Earl Campbell
Earl Christian Campbell (Tyler, Texas, 29 de marzo de 1955), más conocido como Earl Campbell, es un exjugador profesional estadounidense de fútbol americano que se desempeñó en la posición de running back en la National Football League (NFL). Es miembro del Salón de la Fama del Fútbol Americano Profesional.

## Carrera
Campbell jugó como profesional siete temporadas en Houston Oilers (1978-1984), después pasó a New Orleans Saints, donde jugó dos temporadas (1984-1985), y fue el equipo en el que se retiró.

## Reconocimiento
El 27 de julio de 1991, ingresó como miembro al Salón de la Fama del Fútbol Americano Profesional.